# Anna Neville
Anna Neville (Castell de Warwick, 11 de juny de 1456 - Westminster, 16 de març de 1485), fou reina d'Anglaterra, juntament amb el seu marit, Ricard III, des de 1483. Era la segona filla de Ricard Neville, comte de Salisbury –de malnom The Kingmaker (fabricant de reis)–, un dels més importants personatges anglesos durant la Guerra de les Dues Roses, i d'Anna de Beauchamp, comtessa de Warwick –títol usat pel seu marit per raó de matrimoni i pel qual va ser generalment conegut (Ricard, comte de Warwick).

## Primers anys de vida
Tant ella com la seva germana gran, Isabel, van passar la seva infància al castell de Middleham, propietat del seu pare. Allí, totes dues hi van tenir com a companys de joc els fills menors del duc Ricard de York, Jordi i Ricard. Tots dos van exercir papers importants en les vides d'ambdues germanes.

## Princesa de Gal·les
El seu pare la va comprometre als 14 anys amb Eduard de Westminster, príncep de Gal·les, únic fill del rei Enric VI d'Anglaterra. El pare d'Anna, insatisfet per la ingratitud del rei Eduard IV, va decidir canviar de bàndol i donar suport als Lancaster, aliant-se amb la reina Margarita d'Anjou. Malgrat això, la reina tenia les seves reserves sobre la lleialtat de Neville -en part a causa del matrimoni de la filla gran de Warwick, Isabel, amb el duc Jordi de Clarence, germà d'Eduard IV, celebrat l'11 de juliol de 1469 a Calais. No és segur que entre Anna i Eduard arribés a donar-se una cerimònia formal de matrimoni -i si hi va ser, mai va arribar a consumar-se. La veritat és que la cerimònia nupcial o de formal compromís -l'equivalent jurídic del matrimoni- es va dur a terme al Castell d'Amboise, el 13 de desembre de 1470.
El comte de Warwick, enviat a Anglaterra per la reina Margarida per enfrontar-se a Eduard IV, va trobar la derrota i la mort en la batalla de Barnet, el 14 d'abril de 1471. Anna, mentrestant, va tornar a Anglaterra, al costat del seu marit i la seva sogra, trobant-se llavors òrfena de pare. Amb la mort del seu espòs a la batalla de Tewkesbury (4 de maig de 1471), Anna es va trobar vídua i convertida en objecte de la disputa dels membres de la casa de York. Una llegenda no confirmada explica que el futur Ricard III va trobar Anna treballant com a serventa a Londres. La veritat és que Ricard li tenia un profund afecte a Anna des de la infància, però també anhelava una part dels immensos estats dels Neville -la majoria dels quals pertanyents a la seva mare, Ana de Beauchamp.

## Duquessa de Gloucester
El matrimoni entre Anna i el llavors Ricard, duc de Gloucester es va celebrar a l'abadia de Westminster, el 12 de juliol de 1472. La parella va establir la seva llar al castell de Middleham. Ricard havia estat designat governador del Nord pel seu germà el rei. A l'any següent, al desembre de 1473, va néixer el seu únic fill, Eduard. La salut d'Anna mai va ser bona. Probablement patia tuberculosi.

## Reina consort d'Anglaterra
Mort el rei Eduard IV el 9 d'abril de 1483, el va succeir en el tron anglès el seu fill Eduard V. Però el seu oncle Ricard va acusar al rei i al seu germà d'il·legítims (25 de juny de 1483) i finalment es va convertir en el rei Ricard III.
Anna fou coronada reina al costat del seu marit (6 de juliol de 1483) i el seu fill es va convertir en príncep de Gal·les (24 d'agost de 1483). Lamentablement, el petit Eduard va morir a Middleham el 9 d'abril de 1484, en absència dels seus pares. Per alleujar el seu immens dolor, Anna va adoptar com a fill el seu nebot Eduard, comte de Warwick -el fill de la seva germana Isabel i Jordi de Clarence. Probablement per doblegar-se al desig de la seva esposa, Ricard va reconèixer el petit com el seu hereu.
Els rumors sobre els plans de Ricard de divorciar-se de la seva esposa per casar-se amb la seva neboda Elisabet, després d'haver perdut el seu fill i hereu, no han estat totalment comprovats, encara que hi ha alguns indicis d'això.
Va morir -possiblement de tuberculosi- en el palau de Westminster, el 16 de març de 1485, als 28 anys. Va ser sepultada a l'abadia de Westminster. Malgrat els rumors que hagués volgut divorciar-se, el rei Ricard es va mostrar profundament apesarat durant el seu funeral.